# ベニー・レナード
ベニー・レナード（Benny Leonard、1896年4月17日 - 1947年4月18日）は、アメリカ合衆国の男性元プロボクサー。本名はベンジャミン・レイナー。ニューヨーク州ニューヨーク市イーストサイド出身。元世界ライト級王者。スピーディーなフットワーク、多彩なコンビネーション・ブローとカウンターを駆使したテクニシャン。ライト級史上最強と評する声も多い。

## 来歴

### デビューから王座獲得
当時としては卓越した技巧で、“ゲットーの魔術師”と謳われた名王者。ニューヨークのイーストサイドに、貧しいユダヤ系移民の子として生まれる。ユダヤ系に対する差別もあって、日毎街頭で喧嘩に明け暮れた。ストリートファイトにも明け暮れており、その培った腕前で15歳でプロボクサーとなった。当初反対していた両親が、ファイトマネーの1ドル銀貨を見るや大賛成に転じたという逸話がある。
1911年10月14日にプロデビューしたがMickey Finneganに3RTKO負けを喫した。そのKO負けへの反省から、巧みな防御とスピーディなフットワークで打たせずに打つスタイルを確立するが、キャリアの初期には依然として“イーストサイド・パフ” （パフは女の化粧用具）と揶揄される非力なボクサーだった。しかし、新しいマネージャーとなったビリー・ギブソンのアドバイスを受け、カウンターとコンビネーション・ブローを磨いて多くのKO劇を生み出し、端正なマスクと相俟ってリングの人気者となった。
1911年10月28日、Young Joe Stanleyとの2戦目は2RKO勝ちをはじめとして1912年2月24日まで14戦するが12勝(10KO)2NCと勝利を続ける。その後は敗北もあるもののかなりの勝利をつかんでいく。
1916年7月28日、89戦目にフレディ・ウォルシュと対戦して判定負けを喫する（その後9月4日にチャーリー・ホワイトから彼は世界ライト級王座を獲得している）。この試合は記者の予想が割れる試合であったが大多数はウォルシュを指示した。判定も同様となった。だが試合内容は6Rにウォルシュがレナードの顎に最高のパンチを叩き込みレナードをダウンさせたが、彼は立ち上がり最後まで戦い判定負けという結果になった。その後19戦戦い17勝(8KO)2敗。
1917年5月28日、109戦目にフレディ・ウォルシュと対戦するが、この試合レナードは技巧派フレディ・ウォルシュの持つ世界ライト級王座に照準を定めるが、レナードと対戦経験のあるウォルシュがタイトル戦を拒んだため、「たとえノンタイトル戦でも両者の体重がリミット内であり、かつKOで勝てば、タイトルが移動する」というルールの盲点を利用し、ウォルシュとノンタイトル戦で対決した。レナードはボディ攻めでウォルシュのガードを下げさせ、9回に強烈な右でKO勝ちを飾った。この勝利により、ノンタイトル戦による王座獲得が実現した（ウォルシュはレフェリーがカウントを行わずにレナードのKO勝ちを宣したことを不当として、無判定を主張したが採り上げられず）。

### 王座時代〜返上・引退
1917年9月21日、レオ・ジョンソンと対戦し、1回1:59TKO勝ち。
1918年9月23日、世界ウェルター級王者テッド・キッド・ルイスと無判定試合で対戦し、引き分け。
1919年2月21日、ウィリー・リッチーと無判定試合で対戦し、引き分け。
1920年7月5日、チャーリー・ホワイトと対戦し9回KO勝ちで世界ライト級王座の初防衛に成功。この試合挑戦者のパンチでリング外に叩き出されながら逆転KO勝ちというスリリングな試合だった。
1920年11月26日、ジョー・ウェルリングと対戦し14回TKO勝ちで2度目の防衛に成功。
1921年1月13日、全米ボクシング協会が設立され世界ライト級王者の認定を受けた。
1921年1月14日、リッチー・ミッチェルとの防衛戦。6回TKO勝ちで3度目の防衛に成功。この試合は倒し倒されの激闘だった。
1922年2月10日、後の世界王者ロッキー・カンザスとの防衛戦で判定(3-0)勝ちで4度目の防衛に成功。
1922年6月26日、世界ウェルター級王者ジャック・ブリットンに挑戦する。13回、王者から左ボディブローでダウンを奪うが、レフェリーのカウント中にブリットンを殴打、反則負けとなっている。
1922年7月4日、ロッキー・カンザスと無判定試合で再戦し、8回TKO勝ち。
1922年7月27日、ルー・テンドラーに無判定試合で対戦し、引き分け。この試合は、相手の好打でグロッギーとなりながら堪え抜いた。
1923年7月24日、ルー・テンドラーと世界王座を賭けて再戦し、判定勝ちで5度目の防衛成功。
1924年8月11日、パル・モランとのノンタイトル戦に判定勝ち。当初はミッキーウォーカーとのタイトル戦が予定されていたがキャンセルした。
1925年1月15日、世界ライト級王座の返上と現役引退を発表した。

### 再起と夢の終わり
レナードは1925年に王者のまま引退するも、1929年の大恐慌で資産を失い、カムバックした。35歳にして18連勝1引分けと、王者の実力を示したが、1932年10月7日、強打のホープ、ジミー・マクラーニンに6回TKO負け、王座復帰の夢は潰えた。

### 引退後と人生の最後
引退後は、主にニューヨーク州のレフェリーとして活躍、名レフェリーとしてファンに親しまれた。ペンシルベニア州、ニュージャージー州、ミネソタ州でも活躍した。
1940年7月19日、ワシントン州シアトルの市民球場でNBA世界ミドル級タイトルマッチで王者アル・ホスタックと挑戦者トニー・ゼールのレフェリーを勤めた。試合は13回に試合を止め(TKO)、トニー・ゼールが新王者となった。
1947年4月18日、ニューヨーク州聖ニコラスアリーナで行われたマリオ・ラモンとボビー・ウィリアムズの4回戦の試合にて1回途中にリング内でレフェリング中に心臓発作で倒れ、そのまま死亡した。なお、試合は無効試合となった。

## 戦績
- プロボクシング：213戦180勝（69KO）21敗6引分け6無判定

## 獲得タイトル
- 世界ライト級王座